# Queen of Me
Queen of Me — шестой студийный альбом канадской кантри-певицы Шанайи Твейн выпущен 3 февраля 2023 года на лейбле Republic Records. Это её первый альбом с момента выхода альбома Now (2017) и первый альбом, выпущенный на новом лейбле после 29-летнего сотрудничества с Mercury Nashville. Это первый альбом, получивший пометку Parental Advisory. Для продвижения альбома были выпущены два сингла и промо-сингл: «Waking Up Dreaming», «Last Day of Summer» и «Giddy Up!». В коммерческом плане альбом стал третьим номером один в Великобритании и вошёл в первую десятку в Канаде, Швейцарии, Австралии и США.

## История
После выпуска альбома-компиляции Greatest Hits в 2004 году Твейн выпустила сингл «Shoes» для саундтрека к телесериалу «Отчаянные домохозяйки». Позже, она переживала распад брака и развод со своим давним мужем и партнёром по написанию песен, музыкальным продюсером Робертом Джоном «Маттом» Ланге, в 2008 году. В 2011 году она вновь вышла замуж за Фредерика Тиебо, мужа своей бывшей лучшей подруги. В том же году она выпустила промо-сингл «Today Is Your Day», который имел умеренное влияние на чарты.
После того как у Твейн были диагностированы дисфония (хриплый голос) и болезнь Лайма, в результате чего она практически потеряла голос, и она прошла курс вокальной терапии, после чего отправилась в концертный тур и резиденцию в Лас-Вегасе, а в 2017 году выпустила альбом Now. Альбом занял первое место в США, Канаде, Великобритании и Австралии. После этого Твейн отправилась в успешный тур «Now», а также во вторую концертную резиденцию в Лас-Вегасе «Let’s Go!».

## Отзывы
| Совокупная оценка         | Совокупная оценка |
| Источник                  | Оценка            |
| ------------------------- | ----------------- |
| Metacritic                | 61/100            |
| Оценки критиков           |                   |
| Источник                  | Оценка            |
| AllMusic                  | [ 13 ]            |
| Evening Standard          | [ 14 ]            |
| Idobi Radio               | A                 |
| Irish Examiner            | [ 16 ]            |
| The Irish News            | 8/10              |
| The Line of Best Fit      | 6/10              |
| Pitchfork                 | 5.2/10            |
| Riff Magazine             | 9/10              |
| The Sydney Morning Herald | [ 21 ]            |
| The Telegraph             | [ 22 ]            |

На агрегаторе рецензий Metacritic альбом Queen of Me получил оценку 61 из 100 на основе девяти рецензий, что означает «в целом благоприятные отзывы». Ими Брайти-Поттс из The Irish News написала, что «альбом представляет собой тур по всем лучшим кантри-звукам и тропам, вошедшим в чарты за последние несколько лет, причём Шанайа демонстрирует мощный вокал, несмотря на перенесённую несколько лет назад операцию на открытом горле». По словам Эда Пауэра из Irish Examiner, «ренессанс Шанайи в самом разгаре», описывая альбом как «бессовестно попсовый», но «кантри-корни Твейн не совсем затушёваны». Элисон Хасси из Pitchfork описала альбом как «дюжину треков оптимистичных утверждений и нагнетающих ритмов электро-попа», но нашла материал «плохо подходящим для голоса Твейн», а тексты изобилующими «насильственно современными идиомами», заключив, что Queen of Me «так старается ухватить текущие тенденции, что уже звучит позади времени». Билли Дьюкс из Taste of Country резюмировал, что альбом «пирует на заразительных хуках и повторениях», а Джон Фриман из Rolling Stone определил его как «бодрящее заявление о том, что нужно быть своим собственным чемпионом в настоящем». Аннабель Росс из The Sydney Morning Herald написала, что Твейн «вернулась к своей попсовой, бодрой сущности… сохраняя бодрый настрой на протяжении всего альбома». Пайпер Вестром из Riff Magazine написала: «Queen of Me — это всё, на что могли надеяться поклонники Шанайи Твейн. В то же время это идеальное введение для тех, кто до сих пор её не слышал. Твейн делает музыку, которая доставляет удовольствие, и она получает от этого удовольствие».
В более критическом обзоре альбома для AllMusic Стивен Томас Эрлевайн заявил: «Нет никаких сомнений в её игре — она бросается в песни, не колеблясь, когда „Pretty Liar“ призывает её проклинать, и её настроение настолько высоко, что почти противостоит какофоническому веселью постановки. Тем не менее, конечный результат выглядит странно скованным, как будто Твен танцевала перед зеркалом, а не под зеркальным шаром».

## Коммерческий успех
В США альбом дебютировал на 10-м месте в Billboard 200, с тиражом 38 000 эквивалентных альбомных единиц, из которых 34 000 пришлось на продажи альбома, став шестым альбомом Твейн в десятке лучших в стране. Она присоединилась к Мадонне как единственная женщина, чьи альбомы занимали первые места в чартах Billboard 200 в 1990-х, 2000-х, 10-х и 20-х годах (у Мадонны это также 80-е годы). Альбом также дебютировал в чарте Billboard Top Country Albums под номером 2, став седьмым попаданием Твейн в первую пятёрку чарта.

## Список композиций
| №                   | Название             | Автор(ы)                                                 | Продюсеры                       | Длительность |
| ------------------- | -------------------- | -------------------------------------------------------- | ------------------------------- | ------------ |
| 1.                  | «Giddy Up!»          | Shania Twain Samuel Romans Jessica Agombar David Stewart | Stewart                         | 2:42         |
| 2.                  | «Brand New»          | Twain Wayne Hector Mark Crew Dan Priddy                  | Crew Priddy                     | 2:33         |
| 3.                  | «Waking Up Dreaming» | Twain Agombar Stewart                                    | Stewart                         | 3:18         |
| 4.                  | «Best Friend»        | Twain Tom Mann Crew Priddy                               | Crew Priddy                     | 2:39         |
| 5.                  | «Pretty Liar»        | Twain Adam Messinger                                     | Messinger Mark Ralph [a]        | 2:39         |
| 6.                  | «Inhale/Exhale Air»  | Twain Iain Archer Ralph                                  | Ralph                           | 3:18         |
| 7.                  | «Last Day of Summer» | Twain Jack Savoretti Ralph                               | Ralph                           | 3:10         |
| 8.                  | «Queen of Me»        | Twain Messinger                                          | Messinger                       | 2:58         |
| 9.                  | «Got It Good»        | Twain Georgia Barnes Ralph                               | Ralph                           | 2:53         |
| 10.                 | «Number One»         | Twain Eja Lange Ralph                                    | Twain Ralph                     | 3:21         |
| 11.                 | «Not Just a Girl»    | Twain Hector Ralph                                       | Ralph                           | 3:10         |
| 12.                 | «The Hardest Stone»  | Twain Tyler Joseph                                       | Joseph Paul Meany [c] Ralph [a] | 3:39         |
| Общая длительность: | Общая длительность:  | Общая длительность:                                      | Общая длительность:             | 36:20        |

## Чарты
| Чарт (2023)                                 | Высшая позиция |
| ------------------------------------------- | -------------- |
| Австралия (ARIA)                            | 5              |
| Австралия (Australian Country Albums, ARIA) | 1              |
| Австрия (Ö3 Austria)                        | 19             |
| Бельгия/Фландрия (Ultratop)                 | 26             |
| Бельгия/Валлония (Ultratop)                 | 23             |
| Канада (Canadian Albums Chart)              | 2              |
| Нидерланды (Album Top 100)                  | 53             |
| Франция (SNEP)                              | 96             |
| Германия (Offizielle Top 100)               | 13             |
| Ирландия (Irish Albums Chart)               | 15             |
| Шотландия (Scottish Albums Chart)           | 1              |
| Испания (PROMUSICAE)                        | 77             |
| Швейцария (Schweizer Hitparade)             | 2              |
| Великобритания (UK Albums Chart)            | 1              |
| США (Billboard 200)                         | 10             |
| США (Billboard Top Country Albums)          | 2              |